# Tectaria ferruginea
Tectaria ferruginea là một loài thực vật có mạch trong họ Dryopteridaceae. Loài này được (Mett.) Copel. miêu tả khoa học đầu tiên năm 1911.